# Conocybe exannulata
Conocybe exannulata är en svampart som beskrevs av Kühner 1953. Conocybe exannulata ingår i släktet Conocybe och familjen Bolbitiaceae.   Inga underarter finns listade i Catalogue of Life.
I den svenska databasen Dyntaxa används istället namnet Pholiotina exannulata för samma taxon.  Arten är reproducerande i Sverige.